# 特尔泰尔
特尔泰尔，是匈牙利佩斯州所辖的一个村。总面积84.16平方公里，总人口4320，人口密度51.3人/平方公里（2011年1月1日）。